# Kung Fu (TV-serie)
Kung Fu (originaltitel Kung Fu) är en amerikansk TV-serie som sändes i USA på kanalen ABC mellan 1972 och 1975. Serien har även visats i Sverige.

## Handling
Serien handlade om shaolinmunken Kwai Chang Caine (spelad av David Carradine som vuxen, Keith Carradine som tonåring och Radames Pera som barn) som färdas genom den amerikanska vilda västern i sökandet efter sin halvbror Danny Caine.
Ett antal kända skådespelare som har medverkat i TV-serien under åren är bland andra:
- John Drew Barrymore som Alex McGregor (1 avsnitt)
- John Blyth Barrymore som Zeke (4 avsnitt)
- John Carradine som Rev. Serenity Johnson (3 avsnitt)
- Robert Carradine som Sonny Jim (2 avsnitt)
- Harrison Ford som Mr. Harrison (1 avsnitt)
- Jodie Foster som Alethea Patricia Ingram (1 avsnitt)
- Barbara Hershey som Nan Chi (2 avsnitt)
- William Shatner som Capt. Brandywine Gage (1 avsnitt)
- Pat Morita som Arthur Chen (1 avsnitt)
- Don Johnson som Nashebo (1 avsnitt)
- José Feliciano som Jonno Marcado (1 avsnitt)
- Leslie Nielsen som Vincent Corbino (4 avsnitt)